# Stille Diep
Het Stille Diep of Stillediep, vroeger ook wel Stildiep genoemd is een tochtsloot tussen het Van Starkenborghkanaal en de Friesestraatweg in de Nederlandse provincie Groningen. Het watertje loopt vanaf Noordhornertolhek naar het vroegere Ipegat (of Ypegat), waar nu het buurschap De Kolk ligt. Het is een oude afwatering van Oost-Vredewold op de Oude Riet (ook Balmahuisterrijte genoemd) en loopt in het verlengde van het Hoendiep. Het woord 'stil(le)' verwijst hier net als 'lustige' in Lustigemaar naar "stil stromend".

## Ontstaansgeschiedenis
De oorsprong van het Stille Diep is onbekend. Het water is volgens historicus Van den Broek in meerdere fasen tot stand gekomen. De benedenloop bij het latere Ipegat heeft een kronkelig verloop en heeft waarschijnlijk een natuurlijke oorsprong. Ten tijde van het leggen van de eerste Langewolderzeedijk (de Roder: langs Okswerd) was dit mogelijk de oude buitendijkse benedenloop van zowel de Katerhals (het afwateringskanaal van Langewold en tot 1385 ook van West-Vredewold) als van ofwel een vrij rechte afwatering vanuit de richting van Enumatil of een voorganger van de Oost-Vredewoldertocht (de afwatering van Oost-Vredewold). Van den Broek denkt namelijk dat deze beide waterlopen mogelijk nog voor de dijk bij elkaar kwamen en vervolgens via 1 zijl (de Oxwerderzijl) afwaterden op de toen veel bredere buitendijkse Oude Riet (door hem ook wel Woldgeul genoemd). Er zijn echter ook auteurs (Andreae en Kloppenburg) die denken dat er net als later toen ook al twee zijlen gelegen hebben en dat beide afwateringen pas na de dijk bij elkaar kwamen. Er zijn echter onvoldoende bronnen om uitsluiting te geven over de toenmalige waterstaat. 
Mogelijk in 1417 werd ongeveer 500 meter ten zuidoosten van de zijl een versterking gelegd, waarover de Slag bij Oxwerderzijl werd uitgevochten in 1422 en waarbij werd bepaald dat dit slot zou worden gesloopt (het terrein is in 2006 geëgaliseerd). Ergens na 1426 (maar vóór 1470) werd 400 meter ten noorden van de eerste Langewolderzeedijk ter hoogte van de huidige Friesestraatweg de nieuwe Langewolderzeedijk gelegd. Om de afwatering hierop aan te sluiten werden rond 1430 twee nieuwe zijlen gelegd in de nieuwe zeedijk: Een voor Langewold (Niekerk(st)erzijl; onderdeel van het Oxwerderzijlvest) en een voor Vredewold (Sloterzijl of Vredewold(em)erzijl, Midwold(em)erzijl, Oxwerderzijl of Oldesloterzijl; onderdeel van het Sloterzijlvest). De Vredewolders moesten hiervoor een nieuw zijldiep graven vanafhet Briltil (dan zou een deel nu Hoendiep heetten) of vanaf de Gabrug bij Noordhornertolhek naar de oude natuurlijke benedenloop bij het Ipegat. Hiermee ontstond de huidige loop van het Stille Diep. De Langewolders takten de Katerhals waarschijnlijk af naar de nieuwe zijl in het noorden.
Ten oosten van de Sloterzijl werd in 1453 de bedding van de Oude Riet door de omliggende landeigenaren afgedamd met de Nijeslachte (nije = "nieuwe", slachte = "binnendijk"; "nieuwe binnendijk") om zo via het Stille Diep een 
betere vaarweg te kunnen realiseren voor de handel met de stad Groningen. Van den Broek denkt dat deze dijk tussen Balmahuizen (Humsterdijk) en de nieuwe Langewolderzeedijk moet zijn aangelegd en dat deze een belangrijke oorzaak moet zijn geweest voor de daaropvolgende dijkdoorbraak die door hem wordt gedateerd op ergens tussen 1454 en 1470 en die de kolk het Ipegat deed ontstaan.

## Van zijldiep naar Stille Diep
In 1554 waren zowel de Niekerkerzijl als de Sloterzijl dichtgeslibd. De Langewolders zochten toen eerst aansluiting op het Bomsterzijlvest via de Peperzijl en toen dit niet werkte via het Niezijlsterdiep. De Vredewolders wilden eerst aansluiting bij het Aduarderzijlvest via de Gave, maar toen dit niet lukte omdat de stad Groningen en het stadshamrik er tegen waren, haalden ze in 1561 de Sloterzijl weg uit het Stille Diep en installeerden deze in 1563 als de Nijesloterzijl ook via het Niezijlsterdiep. Om dit mogelijk te maken werd het Stille Diep vervangen door een nieuwe afwatering die vanaf Noordhornertolhek gegraven werd naar het Niezijlsterdiep. Dit diep werd overgenomen van het Oxwerderzijlvest, dat inmiddels op een andere wijze verbonden was met het Bomsterzijlvest. Door het verdwijnen van de zijlen bij het Ipegat werd over de Oude Riet vervolgens alleen nog het water uit de oostelijker gelegen Pompelanden tussen Balmahuizen, Frytum en Noorderburen afgevoegd. Dit was echter te weinig om de Oude Riet open te houden, die daarop dichtslibde. Daarop kregen de ingelanden van de Pompelanden in 1571 toestemming om hun water via het Stille Diep zuidwaarts af te voeren naar de nieuwe afwatering van Oost-Vredewold. Tussen 1654 en 1657 werd langs de in de jaren 1560 gegraven nieuwe afwatering tussen Noordhornertolhek en het Niezijlsterdiep de trekvaart naar Friesland (Hoendiep) gegraven, die in de jaren 1930 werd vergroot tot het Van Starkenborghkanaal.

## Demping van het Ipegat
Het Ipegat was begin 20e eeuw nog een echte kolk. Vanaf 1945 werd de kolk echter gebruikt als stortplaats. Eerst stortte een wegenbouwbedrijf er brokken asfalt, vervolgens werd de kolk in de jaren 1960 en 1970 verder gedempt met olie- en teerresten van het Hoogkerkse asfalt- en chemiebedrijf Smid en Hollander totdat de burgemeester van Zuidhorn dit verbood. Als restant van het Ipegat bleef een moerassig stukje grond over tussen de woningen op nr. 28 en nr. 30.